# Rekola
Rekola je český projekt sdílení jízdních kol (bikesharing), který vznikl v roce 2013 díky iniciativě programátora Víta Ježka.  V roce 2024 funguje jako REKOLA Bikesharing s.r.o. v Praze, Brně, Českých Budějovicích, Olomouci, Krnově, Žďáru nad Sázavou, ve slovenské Bratislavě a v estonském Tallinnu. Provozuje kolem 2000 kol a zaměstnává více než 100 lidí.
K prosinci 2021 službu využívalo přes 350 000 registrovaných uživatelů. Podle statistik z roku 2019 je průměrnému uživateli Rekol v Praze mezi dvaceti až třiceti lety, přičemž z této skupiny Rekola v životě vyzkoušel každý 2,7. člověk.

## Historie

### 2013–2016

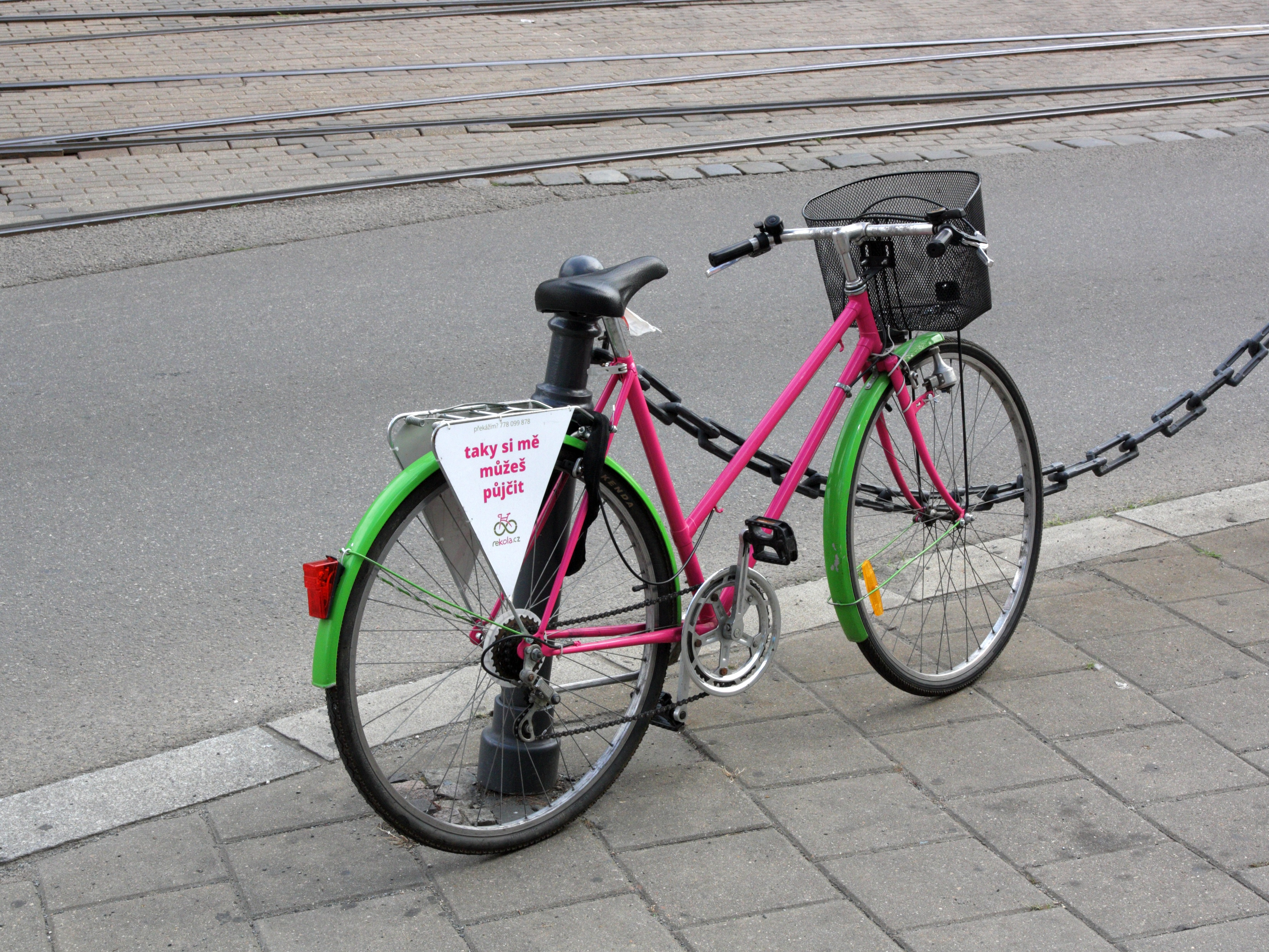
Rekolo v Brně, 2016

Rekola vznikla jako menší projekt v Praze v roce 2013. Vše fungovalo na systému přidruženého členství v místním nebo centrálním spolku vznikajícím zaplacením členského příspěvku. Prvotně šlo o ojetá kola, která Vít Ježek a jeho bratr Filip koupili za 50 tisíc korun. Po Praze jich tehdy jezdilo 40 a využívalo je 380 lidí. Už po roce fungování to bylo celkem 2000 lidí. Např. v hlavním městě, kde projekt získal také podporu magistrátu, bylo pro rok 2016 připraveno 300 kol. Rok 2015 uzavřela Rekola s 28 000 výpůjčkami. Od roku 2016 byla Rekola zapsána do rejstříku jako nezisková organizace. 

### 2016–2017
Od roku 2017 se Rekola stala společností s ručením omezeným.
V prosinci 2016 spolek Rekola z.s. úspěšně napadl u ÚOHS vypsaný pražský Soutěžní dialog. Rekola argumentovala diskriminačními kritérii Soutěžního dialogu. Projekt pro Prahu tak byl pozastaven, ale to nebránilo postupnému vstupu dalších provozovatelů mikromobility jako Lime nebo Freebike do hlavního města.
V listopadu 2016 byl oznámen vstup investičního partnera do Rekol, a to investičního fondu Reflex Capital, ve kterém je řídícím partnerem Ondřej Fryc, zakladatel Mall.cz. Rok 2016 končil bikesharing s 96 000 výpůjčkami.
V roce 2017 vstoupila Rekola do sezóny poprvé s novými koly. Zakladatel a CEO Vítek Ježek se dostal do žebříčku Forbes 30 pod 30 a obdržel titul EU Společensky prospěšný podnikatel roku. Rok zavíral bikesharing se 180 tisíci výpůjčkami.

### 2018–2019
V roce 2018 obdržela Rekola ocenění Křišťálová Lupa za zajištění náhradní dopravy přes Libeňský most. Celou sezónu končil bikesharing se 170 000 registrovanými uživateli a provozem více než tisícovky kol. Kromě českých měst Rekola expandovala do zahraničí a otevřela provoz ve finské Vaase.
V sezóně 2019 kromě nových na míru vyrobených kol, nabízela Rekola i elektrokola, sportovní kola, skateboardy, koloběžky nebo paddleboardy. Firma v této sezóně vstoupila do jihočeského Písku a do Mladé Boleslavi, kde během této sezóny zaznamenala třetí největší počet jízd ze všech měst.

### 2020

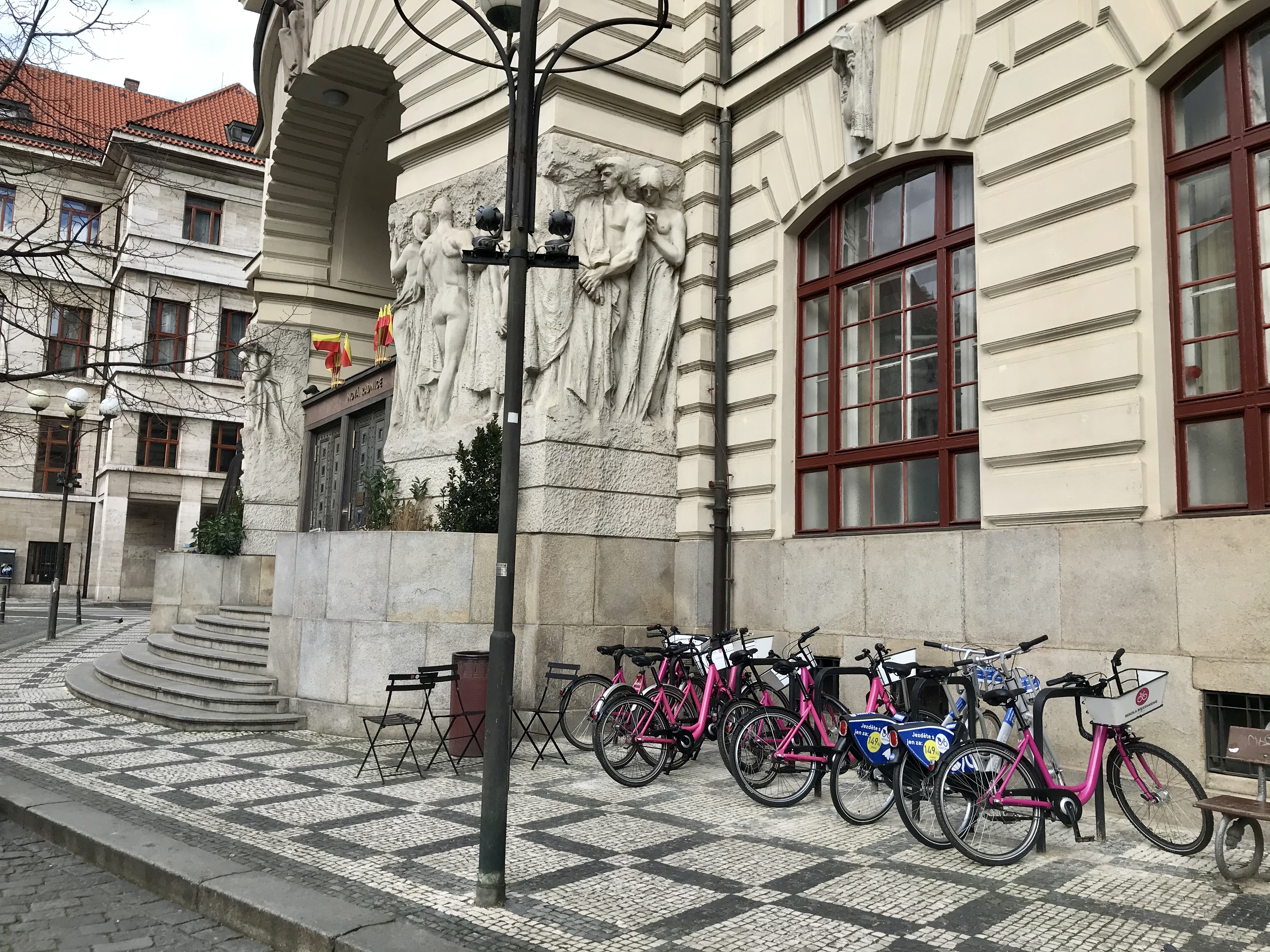
Sdílená kola Rekola a Nextbike u stojanů při Nové radnici na Mariánském náměstí v Praze

V sezóně 2020 Rekola začala fungovat pouze v šesti českých městech, přičemž v roce 2019 operovala celkem v jedenácti. Důvodem úbytku měst je například prohra Rekol ve veřejné soutěži na provozování bikesharingu – to se stalo například v Ostravě a Kladně, kde od roku 2020 funguje německý bikesharing Nextbike.
Během pandemie covidu-19 v roce 2020 nabízela Rekola od 13. do 27. března všechny jízdy zdarma. Toto opatření přinesla po domluvě s firmami Rohlik.cz a Prusa Research, které jízdu na kole podpořily, aby pomohly zajistit menší hrozbu nákazy a přispěly tak k obecnému zdraví.

### 2021
V roce 2021 se společnost zapojila do pilotního programu pražského magistrátu na integraci bezplatných jízd do předplaceného kupónu v rámci karty Lítačka a stála tak spolu se společností Nextbike u počátků propojení bikesharingu a pražské MHD.
V rámci projektu Kolostav ve spolupráci s MHMP umožnila služba svým uživatelům navrhovat, kde je ve městě potřeba více cyklostojanů. Rekola zajišťovala také kyvadlovou cyklodopravu po dobu výluky ve Vyšehradském tunelu. Ve spolupráci s partnery nabídla Rekola svým uživatelům v průběhu roku řadu akcí a jízd zdarma. Zdarma si mohli zajet také na kulturní akce jako Noc kostelů, Praha žije hudbou, Open house nebo třeba k volbám do Poslanecké sněmovny.[zdroj?]

### 2024

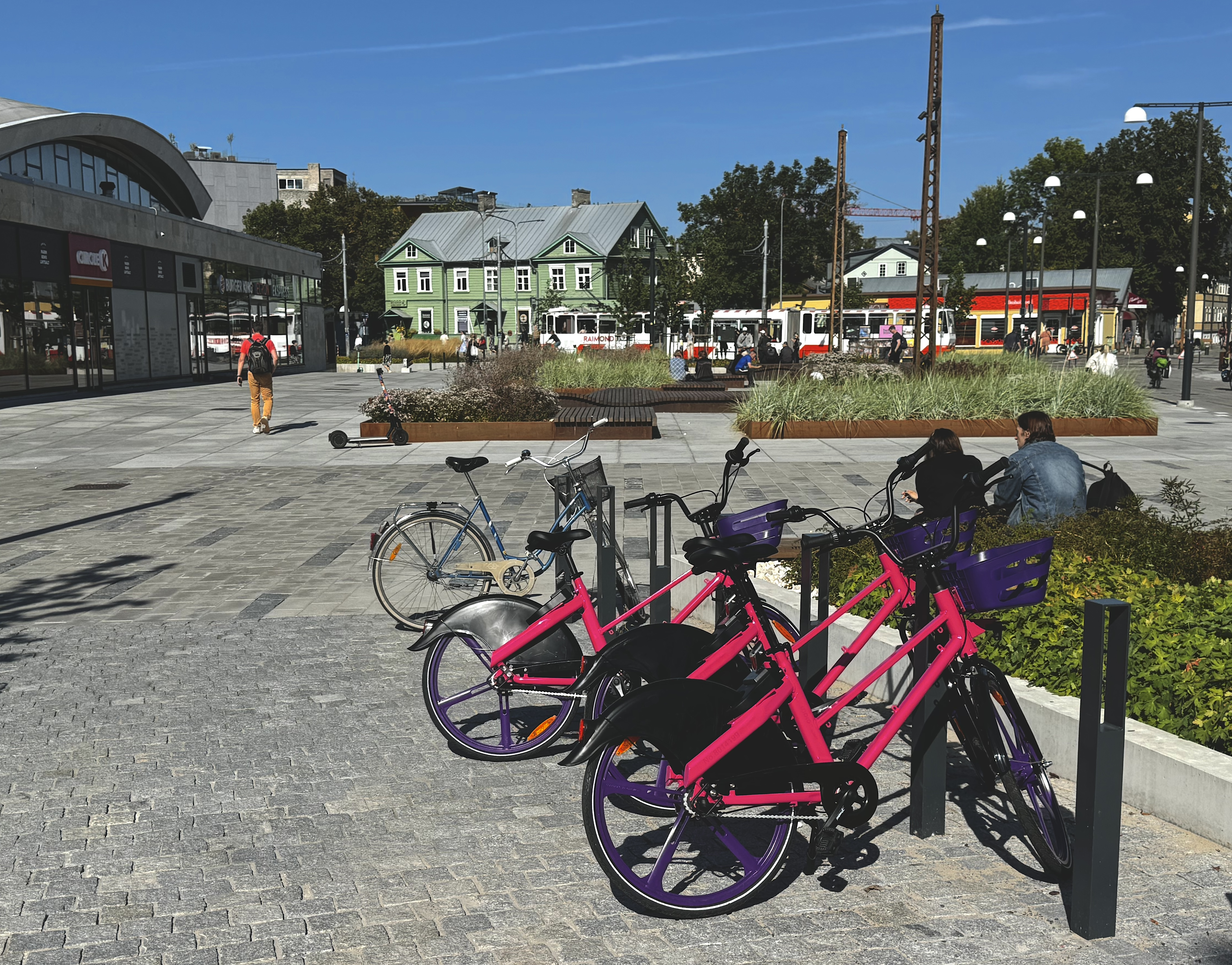
Kola firmy Rekola u hlavního nádraží v Tallinnu

V roce 2024 firma expandovala do hlavního města Estonska, Tallinnu.

## Provoz
V listopadu 2018 Rekola poprvé spustila testovací zimní provoz 2018/2019, a to v Praze, Brně, Olomouci a Českých Budějovicích. V ostatních městech se kola do ulic  tradičně vrátila až v březnu 2019. V zimě 2019/2020 fungovala Rekola pouze v Českých Budějovicích a v Mladé Boleslavi.
Na podzim 2019 firma spustila i firemní bikesharing. Mezi první firemní půjčovaná elektrokola patří KPMG nebo CDN77. V roce 2019 také Rekola spolupracovala s obchodními domy Centrum Černý Most, Chodov nebo Novodvorská Plaza na alternativní dopravě pro jejich zákazníky. Rekola firmám také nabízí možnost využití bikesharingu jako benefitu pro zaměstnance.

## Fungování

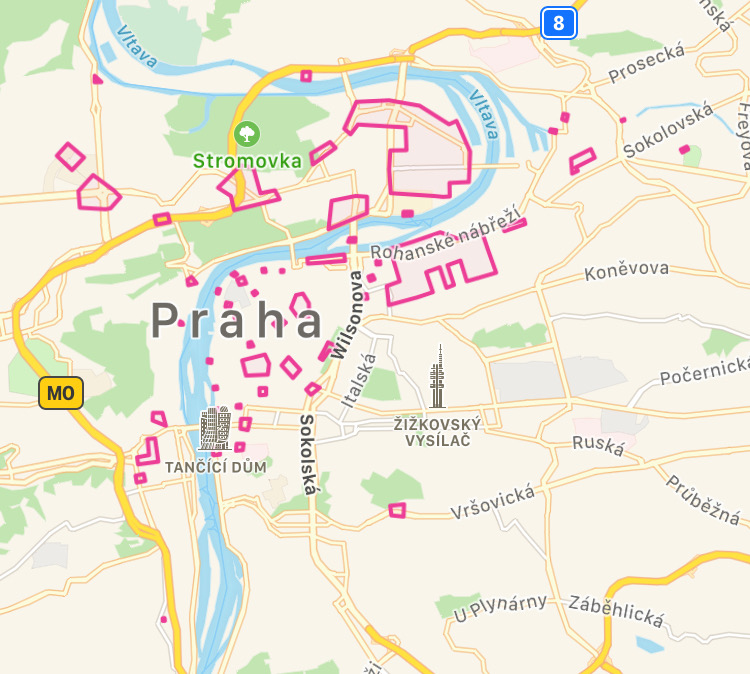
Zóny Rekol v Praze přes omezený zimní provoz v roce 2019

Jízdní kolo si uživatel může vypůjčit přes mobilní aplikaci Rekola, a to jednorázově nebo může využít některé ze zvýhodněných předplatných. Aktuální ceník, včetně akčních nabídek, je k dispozici na webových stránkách společnosti.
Po registraci je možné najít nejbližší Rekolo, naskenovat QR kód, kolo tak odemknout a začít používat. Po skončení jízdy je třeba kolo zase uzamknout a v mobilní aplikaci je označit jako vrácené spolu s místem vrácení. Kola lze vracet na specifických parkovacích bodech, dříve bylo parkování možné kdekoliv v růžových „zónách".

## Typy dopravních prostředků

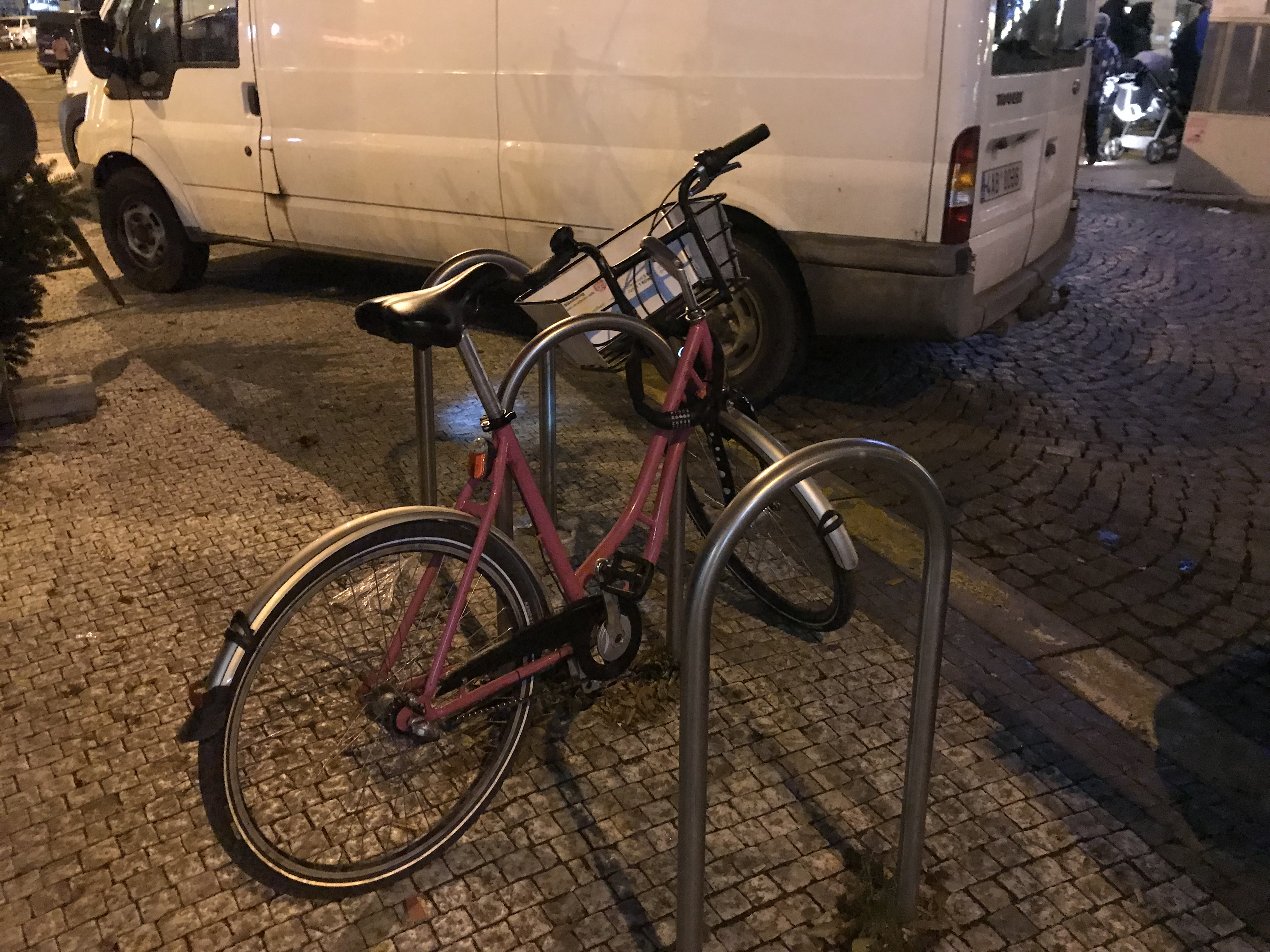
Jízdní kolo od Rekol zamčené u stojanu na I. P. Pavlova v Praze

Všechna Rekola mají růžovou barvu. Před rokem 2016 šlo pouze o recyklovaná kola, později o kola sériově vyráběná speciálně pro Rekola. Dnes už provozují Rekola jen kola nová.
V létě 2018 spustila firma v Praze také sdílení skateboardů, v létě 2019 nabízela také půjčení paddleboardů.
Od roku 2019 jezdí ve městech, kde Rekola působí, také sportovní kola, na která přispěla firma Red Bull po splněné výzvě, ve které cyklisté ujeli společně přes 500 000 kilometrů.

### Elektrokola
Od června 2019 byla v provozu také růžová elektrokola. Na začátek jich mělo být po Praze rozmístěno 70. Vývoj podpořila firma Innogy a kola vznikla ve spolupráci s českou firmou Apache Bikes. K začátku roku 2020 však byla elektrokola určena pouze pro neveřejný provoz firemních bikesharingů zajišťovaných Rekoly.

### Zámky
Od začátku svého provozu byla Rekola vybavena běžnými číselnými kódovými zámky bez elektronických komponentů, které sloužily k přivázání kola k pevnému prvku na ulici.[zdroj?]
V roce 2020 začala firma kola osazovat zámky vlastní konstrukce, která byla založena na elektronicky ovládaném zámku.
V roce 2020 firma začala kola osazovat také standardizovanými podkovami s elektronicky odemykaným zámkem zadního kola (s mechanickým zajišťováním zatáhnutím páčky). Tento typ zámku již neumožňuje připevnění kola k pevnému prvku. Podobným typem zámku k roku 2020 v ČR disponovala také kola systému Nextbike. Tyto zámky byly nasazeny nejprve v Bratislavě, v Praze a následně ve všech dalších městech, kde Rekola svá kola provozují.
V návaznosti na nasazení dvou nových typů zámků firma v září 2020 postupně stáhla z provozu v Praze původní mechanické zámky s číselným kódem.[zdroj?]
Od března 2022 jsou všechny kola společnosti opatřena výhradně digitálními zámky.[zdroj?]

## Města v síti Rekol

### Česko
V květnu 2025 Rekola fungují v osmi českých městech:
| Město            | Spuštění | Ukončení | Kola  | Kola | Poznámky |
| Město            | Spuštění | Ukončení | Počet | Rok  | Poznámky |
| ---------------- | -------- | -------- | ----- | ---- | --- |
| Praha            | 2014     | –        | 1000  | 2025 | V provozu je také 50 elektrokol. |
| Brno             | 2014     | –        | 150   | 2022 | V roce 2019 zde bylo kol 300, v roce 2022 je jich 150 |
| Olomouc          | 2014     | 2023     | 110   | 2019 | |
| Prostějov        | 2023     | –        | 140   | 2023 | Zkušební provoz červenec 2023 – listopad 2024. Rekola ve výběrovém řízení vyhrála nad Nextbike. |
| Pardubice        | 2014     | 2016     | –     |      | Ukončeno z důvodu malého zájmu. |
| České Budějovice | 2015     | –        | 220   | 2020 | [ 43 ] |
| Hradec Králové   | 2015     | 2016     | 30    | 2016 | Ukončeno z důvodu malého zájmu. |
| Teplice          | 2018     | 2019     | 40    | 2019 | Ukončení v roce 2019 z důvodu neshody Rekol se starostou města. |
| Kladno           | 2019     | 2019     | 80    | 2019 | V roce 2017 fungoval na tři měsíce testovací provoz (poté zde působila jiná firma s elektrokoly). V dubnu 2019 byl provoz spuštěn naplno. V roce 2020 v Kladně místo Rekol bikesharing provozuje Nextbike.        |
| Liberec          | 2018     | 2019     | 120   | 2019 | V sezóně 2018 bylo kol 60, v sezóně 2019 je kol 120 Byly ale zavedeny tzv. mikrozóny, kvůli kterým se o sdílená kola zájem snížil o 43 %.                                                                         |
| Ostrava          | 2018     | –        | 10    | 2020 | V roce 2018 zde bylo kol 180, po nástupu konkurence Nextbike v roce 2019 90. Na rok 2020 tendr na městský bikesharing vyhrál Nextbike. Rekola provoz přerušila, v roce 2020 zde nasadila několik kol sportovních. |
| Frýdek-Místek    | 2018     | 2020     | 110   | 2019 | V sezóně 2018 bylo kol 60. |
| Mladá Boleslav   | 2019     | 2020     | 60    | 2019 | V provozu zde na podzim 2019 bylo také 10 elektrokol. Rekola zde byly v roce 2020 nahrazeny firmou Nextbike. |
| Písek            | 2019     | 2019     | 55    |      | Testovací provoz v roce 2019 |
| Krnov            | 2023     | –        | 120   | 2023 | Ve výběrovém řízení firma zvítězila nad Nextbike, provoz minimálně do roku 2025. |
| Žďár nad Sázavou | 2024     | –        | 98    | 2025 | 78 mechanických a 20 elektrických kol. V roce 2025 byla podepsána smlouva na další tři roky. |
| Kopřivnice       | 2025     | –        | 50    | 2025 | V roce 2024 zde sdílená kola provozovala firma Nextbike. Firma Rekola nabídla levnější provoz. Provoz minimálně na dva roky.                                                                                      |
| Nový Jičín       | 2025     | –        | 85    | 2025 | V roce 2024 zde sdílená kola provozovala firma Nextbike. Firma Rekola nabídla levnější provoz. Provoz minimálně na dva roky.                                                                                      |
| Jihlava          | 2025     | –        | 140   | 2025 | 56 stanovišť. Firma nahradila ve městě firmu Nextbike. |

### Mimo Česko
| Město      | Stát      | Spuštění | Ukončení | Přibližný počet kol | Poznámky        |
| ---------- | --------- | -------- | -------- | ------------------- | --------------- |
| Bratislava | Slovensko | 2020     | –        | 300                 |                 |
| Vaasa      | Finsko    | 2018     | 2020     | 60                  | Zkušební provoz |
| Tallinn    | Estonsko  | 2024     | –        | 200                 | [ 24 ]          |

## Statistiky
Toto je statistika počtu výpůjček za jednotlivé roky existence Rekol:
| Rok  | Počet výpůjček | Poznámka                                                |
| ---- | -------------- | ------------------------------------------------------- |
| 2013 | 800            |                                                         |
| 2014 | 12 000         |                                                         |
| 2015 | 29 000         |                                                         |
| 2016 | 96 000         |                                                         |
| 2017 | 187 669        |                                                         |
| 2018 | 761 731        |                                                         |
| 2019 | N/A            | 627 916 do listopadu                                    |
| 2020 | N/A            |                                                         |
| 2021 | N/A            |                                                         |
| 2022 | 1 198 773      | 414 000 jízd proběhlo v Praze jen ve spojení s Lítačkou |
| 2023 | 1 358 256      |                                                         |
| 2024 | 2 029 522      |                                                         |